# Mizuno
La Mizuno Corporation (conosciuta anche come Mizuno Corp. o semplicemente Mizuno) è un'azienda giapponese specializzata nell'abbigliamento sportivo.

## Storia
Fondata ad Osaka nel 1906 da Rihachi Mizuno, in origine la Mizuno era esclusivamente un importatore di attrezzature di baseball e di golf prodotte negli Stati Uniti. Insoddisfatto della qualità dei prodotti importati, Rihachi Mizuno cercò di svilupparne alcuni in partenariato con i produttori locali.
Oggi Mizuno è una società globale che sviluppa tutti i tipi di attrezzature dedicate allo sport (atletica leggera, running, baseball, calcio, ciclismo, golf, judo, nuoto, pallamano, pallavolo, rugby a 15, sci, tennistavolo  e tennis).

## Sponsorizzazioni
- Atletica leggera: Carl Lewis, Frank Fredericks, Martial Mbandjock, Tirunesh Dibaba, Meseret Defar, Terrence Trammell, Gruppo Sportivo Fiamme Gialle, Gruppo Sportivo Fiamme Azzurre, Gruppo Sportivo Carabinieri, Sonia Malavisi
- Calcio:  Héctor Bellerín, Sergio Ramos, Bochum e Lazio dalla stagione 2022-23, Monaco dalla stagione 2025-26
- Calcio a 5: Pesaro Calcio a 5,  Pirossigeno Cosenza, Lazio Calcio a 5.
- Corsa: Serge Girard, Bruno Heubi, Georges Laederich, Antonella Palmisano.
- Golf: Luke Donald.
- Judo: Lagardère Paris Racing.
- Nuoto: Frédérick Bousquet.
- Pallamano: Chambéry Savoie Handball, SSV Brixen Handball, Pallamano Carpi 2019.
- Rugby a 15: Tonga, Namibia, Valorugby Emilia, Firenze Rugby 1931.
- Sci alpino: Croazia.
- Tennis: Roberto Bautista Agut, Simone Bolelli, Tarō Daniel, Ivo Karlovic, Bernard Tomic, Andrea Vavassori.
- Volley: Unionvolley Pinerolo, Volley Tricolore Reggio Emilia, Bartoccini Infissi Perugia.